# IEEE格式
IEEE格式（英語：IEEE style）是一种被广泛接受的学术写作格式。该格式在技术领域，尤其是在计算机科学领域比较常用。IEEE是电气电子工程师协会（英語：Institute of Electrical and Electronics Engineers）的英文缩写。 IEEE格式基于芝加哥格式 ，在方括号（不用上标形式）内标上引用的编号，以编号来索引文后的参考文献。